# Хлорогенова кислота
Хлорогенова кислота (chlorogenic acid) — це природна сполука, яка входить до складу багатьох рослин, включаючи каву, артишоки, ягоди, яблука та інші фрукти та овочі. Вона належить до групи фенольних кислот і має антиоксидантні властивості.
Хлорогенова кислота має потенційні корисні властивості для здоров'я, такі як захист клітин від окислювального стресу, протизапальні властивості та можливість знижувати артеріальний тиск. Вона також може впливати на обмін речовин, включаючи зниження рівня цукру в крові та підтримку здорової ваги.
Завдяки своїм властивостям, хлорогенова кислота часто використовується як активний інгредієнт у додатках до харчових продуктів, дієтичних добавках та косметичних засобах.
Важливо зауважити, що ефекти хлорогенової кислоти на здоров'я є предметом активного дослідження, і досягнуті результати не завжди є однозначними. Перед вживанням будь-яких добавок або зміною дієти рекомендується звернутися до фахівця з медицини або дієтолога.